# Pataca
Pataca es el nombre dado a un conjunto de monedas de origen portugués utilizadas en algunas de sus colonias; actualmente se mantiene como moneda de curso legal solo en la región administrativa especial de Macao, excolonia de Portugal.

## Pataca mexicana
La pataca mexicana fue una moneda de plata equivalente a 320 reales que fue emitida por el gobierno portugués hasta el siglo XIX y que fue popular en Asia. El nombre de «pataca» deriva de la moneda de plata de ocho reales mexicanos.

## Pataca timorense

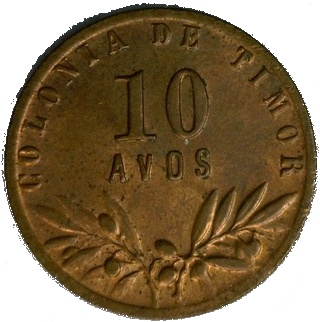
Moneda de 10 avos de pataca timorense (1951).

La pataca timorense fue la moneda de la colonia portuguesa en esa zona entre 1894 y 1959, excepto para el período entre 1942 y 1945 cuando fue ocupada por los japoneses durante la Segunda Guerra Mundial, y se introdujeron el florín de las Indias Orientales Neerlandesas y el roepiah de las Indias Orientales Holandesas. Era equivalente a la pataca de Macao y se dividía en 100 avos.

## Pataca macaense
La pataca macaense (en chino, 澳門圓en chino simplificado, Àoményuán) es la moneda de curso legal de la región administrativa especial de Macao. Se divide en 100 avos (en chino: 仙, sin) o 10 ho (en chino: 毫). Su código ISO 4217 es MOP y la abreviatura utilizada es MOP$.
Durante el período colonial, el Gobierno de Macao decidió crear su propia moneda oficial y autorizó que el Banco Nacional Ultramarino emitiera billetes con la denominación de patacas en 1901, los que entraron en circulación entre 1906 y 1907. Su cotización está indexada al dólar de Hong Kong, que en Macao tiene un régimen cambiario libre. Posteriormente se convirtió en la moneda oficial en dicha zona, en sustitución del real a una tasa de cambio de 1 pataca = 450 reales.
Desde 1995, el Banco de China también se convirtió en responsable de la emisión de tales billetes.

## Pataca brasileña

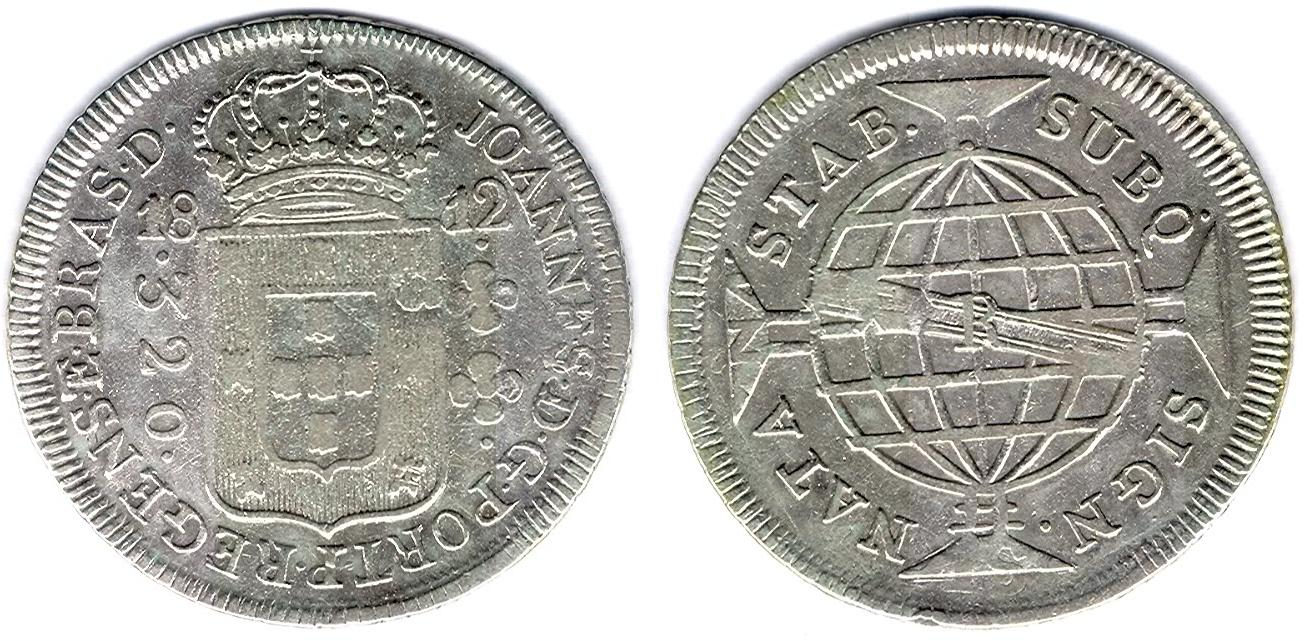
Pataca de plata brasileña, 320 reales de 1812

En Brasil, la pataca fue una moneda de plata de origen portugués que circuló en ese territorio entre 1695 y 1834. La serie de monedas eran de 20, 40, 80, 160, 320 y 640 reales, y pesaban en promedio 8,96 gramos con un contenido de plata de 917 por mil. Desde 1810 a 1834, también se acuñó otra moneda de plata equivalente a 960 reales o 3 patacas que se denominó Patacão. En la moneda de 160 reales está el origen de la expresión popular meia-pataca, que designa a algo de poco valor o de mala calidad. La serie se acuñó en Brasil hasta 1821 en las casas de la moneda de Pernambuco, Bahía, Río de Janeiro y Minas Gerais.
En 1834, la Casa de Moneda de Río de Janeiro acuñó una nueva serie de monedas de plata para reemplazar a las patacas que circulaban durante el período colonial; aquella con el valor de 400 reales le dio el nombre a la serie: Cruzado.